# 五氟化碘
五氟化碘（分子式：IF5），為碘的氟化物，是密度為3.25 g/cm3的無色或黃色液體。1891年，它首次由Henri Moissan用固態碘在氣態氟中燃燒而製得。 雖然反應條件已經改良了，但這個放熱反應仍被用來製成五氟化碘。
I2 + 5 F2 → 2 IF5

## 制备
五氟化碘通常有以下几种制备方法：
1. 碘代烷和氟气反应。
2. 氟化银和碘反应。
3. 碘酸钾和四氟化硫反应。此法制备五氟化碘容易发生爆炸。
4. 五氧化二碘和四氟化硫反应。
5. 碘在氟气中燃烧：

I2 + 5 F2 → 2 IF5
此法是最常用的方法。

## 化學性質
五氟化碘是一個很強的氟化劑，具有很强的氧化性，与水會劇烈反應產生氫氟酸。
五氟化碘与伯胺反应，加水後水解形成腈。
R-CH2-NH2 → R-CN
它还可以继续被氟气氟化成七氟化碘：
IF5 + F2 → IF7